# AO-50-100M
AO-50-100M – radziecka, swobodnie opadająca bomba odłamkowa. Bomba AO-50-100M miała korpus odlewany, zawierający 12,4 kg materiału wybuchowego. Do tylnej części korpusu przymocowane były stateczniki. Na części głowicowej korpusu odlany był uskok pełniący rolę pierścienia balistycznego